# 田知本遥
田知本遥（日语：／ Tachimoto Haruka，1990年8月3日—）生于富山县射水市，是一名日本女子柔道运动员。她的姐姐田知本爱同样也是柔道运动员。田知本遥于2013年加入綜合警備保障。2016年获得里约奥运柔道女子70公斤级冠军，并因此先后获得富山县县民荣誉赏和紫綬褒章。2017年10月，田知本遥宣布退役。